# 샤합 자헤디
샤합 자헤디(شهاب زاهدی)는 이란의 축구 선수로 현재 일본 J1리그의 아비스파 후쿠오카에서 공격수 겸 미드필더로 활동 중이다.

## 클럽 경력

### 이란 리그 1기
자국 리그인 페르시안 걸프 프로리그의 페르세폴리스 FC 입단을 통해 프로에 입문했으나 2016-17 시즌 겨울 이적 시장 전까지 공식전 6경기 출전에 그치면서 같은 리그의 머신 사지로 임대 이적하여 리그 12경기를 소화했다.

### 해외 리그 1기
2017 시즌을 앞두고 아이슬란드 베스타데일드 카를라 소속팀인 ÍB 베스트만나에이야르 이적을 통해 데뷔 이후 처음으로 유럽 리그 무대에 진출하여 2시즌동안 공식전 32경기 10골을 터뜨리며 2017 시즌 아이슬란드컵 우승의 주역으로 활약했다.
그리고 2019 시즌을 앞둔 1월 16일 대한민국 K리그1의 수원 삼성 블루윙즈에 입단했으나 과거 자국 리그에서 도핑 양성 반응에 따른 출전 정지 사실을 알리지 않은 채 계약한 사실이 밝혀지며 입단 하루만에 구단과 선수 양측의 합의에 따라 계약을 철회했다.
그 후 2019-20 시즌부터 2021-22 시즌 중반까지 우크라이나 프리미어리그의 올림피크 도네츠크와 조랴 루한스크에서 75경기 25골을 터뜨리며 조랴 루한스크의 2020-21 시즌 우크라이나컵 준우승에 기여했으나 2022년 2월 24일 러시아가 우크라이나를 침공하는 사태가 발생하면서 시즌을 다 마치지도 못한 채 우크라이나 리그를 떠나야 했다.
러시아의 우크라이나 침공의 여파로 우크라이나 리그를 떠난지 몇주가 지난 3월 10일 헝가리 넴제티 버이녹샤그 I의 푸슈카시 아카데미아로 임대 이적하여 2022-23 시즌까지 공식전 41경기 15골을 터뜨리며 2021-22 시즌 리그 3위, 2022-23 시즌 리그 4위, 2022-23 시즌 헝가리컵 4강 진출 등에 기여했다.

### 이란 리그 2기
2022-23 시즌을 마친 후 친정팀인 페르세폴리스 FC 임대 이적을 통해 7년만에 자국 리그로 복귀하여 2023-24 시즌 리그 폐막 3개월 전까지 공식전 22경기 7골을 기록했다.

### 해외 리그 2기
2024 시즌을 앞두고 일본 J1리그의 아비스파 후쿠오카로 임대 이적하며 J1리그에 진출한 최초의 이란 선수가 되었고 그 후 2024 시즌에는 공식전 34경기 11골로 활약한 뒤 이러한 활약을 바탕으로 2025 시즌을 앞두고 완전 이적을 확정지었다.

## 국가대표팀 경력

### 이란 A대표팀
아랍에미리트와의 2022년 FIFA 월드컵 아시아 지역 최종 예선 B조 8차전을 앞두고 이란 A대표팀에 처음 소집된 뒤 이듬해에 열린 키르기스스탄과의 2023년 CAFA 네이션스컵 B조 2차전에서 국제 A매치 데뷔전을 치렀고 팀도 이 대회 초대 챔피언에 등극했다.

## 대회 성적

### 클럽
ÍB 베스트만나에이야르
- 아이슬란드컵 : 우승 (2017)

 조랴 루한스크
- 우크라이나컵 : 준우승 (2020-21)

 푸슈카시 아카데미아
- 넴제티 버이녹샤그 I : 3위 (2021-22), 4위 (2022-23)
- 헝가리컵 : 4강 (2022-23)

### 국가대표팀
이란
- CAFA 네이션스컵 : 우승 (2023)

### 개인 수상
- 우크라이나 프리미어리그 3라운드 MVP : 2020-21
- 우크라이나 프리미어리그 14라운드 MVP : 2021-22